# Сейм Королівства Польського

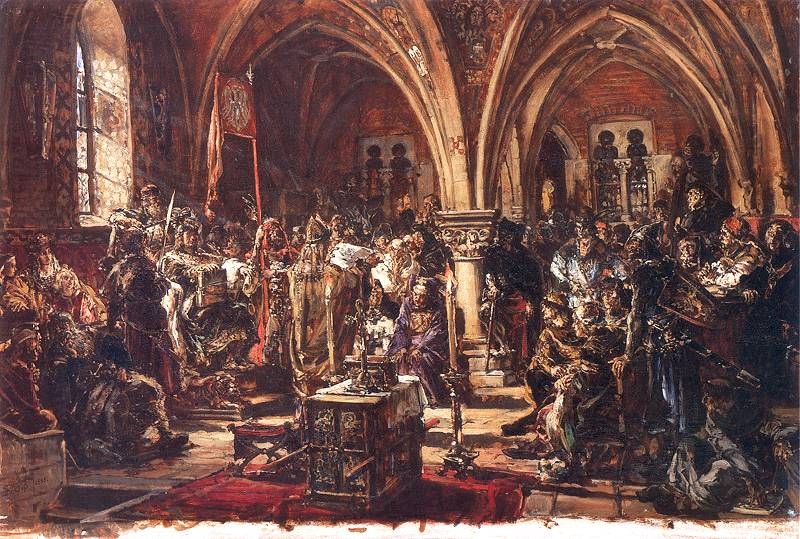
Перший вальний сейм. Ян Матейко.

Сейм Королі́вства По́льського — найвищий законодавчий станово-представницький орган (парламент) Королівства Польського. Сейм Королівства Польського і Сейм Великого Князівства Литовського були об'єднані в Сейм Речі Посполитої за Люблінською унією в 1569 році.
Виник у процесі еволюції королівської ради, загальнодержавних вічових з'їздів окремих польських земель (воєводств), а також малопольських і великопольських провінційних з'їздів, що виконували законодавчі функції. Перетворення з'їздів на сейми, тобто на станово-представницькі загальні зібрання (лат. conventio, parlamentum), відбулося тоді, коли участь у них, крім урядовців-сановників, стали брати шляхтичі, а також представники міст і церкви. Визначальним чинником у формуванні Сейму Королівства Польського було прагнення різних станів обмежити королівську владу.
У першій половині XV століття Сейм Королівства Польського збирався щороку в Пйотркові. Складався з членів королівської ради у повному складі, земських урядників, шляхти, яка не посідала урядів, а також представників міст і духовенства. Від другої половини XV століття на Сейм Королівства Польського стали прибувати посли, яких делегували земські Шляхетські сеймики. Якщо з певних причин Сейм Королівства Польського не відбувався, замість нього скликалися провінційні сейми: великопольські — у місті Коло, а малопольські — у Новому Корчині).
У XVI столітті Сейм Королівства Польського став двопалатним і включав посольську ізбу (нижню палату) та сенат. Посольська ізба сформувалася як представництво земських шляхетських сеймиків. Спочатку у виборах послів брали участь земські сановники-сенатори. Однак від середини XVI століття це стало виключно прерогативою шляхти. Великі воєводства обирали на Сейм Королівства Польського по шість послів, решта — по одному-два. В посольській ізбі не було представників духовенства і міст (за винятком Кракова, Львова, Кам'янця і Любліна, делегати від яких не мали права голосу). Важливою складовою Сейму Королівства Польського був інститут королівської влади. Король скликав сейми, мав право законодавчої ініціативи і санкції сеймових ухвал. Під його головуванням відбувався сеймовий суд з особливо важливих справ. Від імені короля публікувалися сеймові конституції, яким він надавав остаточної редакції, але самостійно видавати їх не міг.
Межі компетенції Сейму Королівства Польського склалися в процесі історичного розвитку цього політичного інституту. В XV столітті на ньому ухвалювали найважливіші правові акти, що стосувалися прав і свобод шляхти, затверджували міжнародні угоди. Без його дозволу король не мав права збирати податки. За конституцією «Nihil novi» (1505), без спільної згоди земських послів і сенаторів заборонялося приймати будь-які нові законодавчі акти, що утискали шляхетські права, зрівнювалася роль у сеймі земських послів і сенаторів. За королем залишалося право бути самостійним законодавцем стосовно, зокрема, мешканців королівських міст, селян із королівщин, євреїв, гірничої справи.
Після створення Сейму Речі Посполитої відбулася подальша кристалізація його політичних, організаційних, а також правових засад, що було пов'язано з прийняттям Генрикових статей 1573, за якими визначалися фундаментальні засади політичного устрою Речі Посполитої: король визнавав вільну елекцію (вибори короля), зрікався спадковості титулу, зобов'язувався залагоджувати справи війни і миру з урахуванням думки сенату, утримувати Кварцяне військо, не скликати Посполите рушення без згоди сейму, збирати Сейм Королівства Польського раз на два роки.